# شهري كند (أيل تيمور)
شهري کند (بالفارسية: شهری‌کند) هي قرية تقع في إيران في أذربيجان الغربية. يقدر عدد سكانها بـ 705 نسمة بحسب إحصاء 2016.